# هنوز عاشقتم
«هنوز عاشقتم» یک پاور بالاد از اسکورپیونز است که در ۱۹۸۴ میلادی منتشر شد. این ترانه، تک‌آهنگی از «عشق در اولین نیش»، نهمین آلبوم استودیویی اسکورپیونز است.